# Wiggle (노래)
"Wiggle"는 제이슨 데룰로의 노래이다. 피쳐링에는 스눕 독가 참여를 했고 위글춤으로 인기를 끌었다.

## 곡 목록
- German CD single[1]

1. "Wiggle"
2. "Wiggle" (instrumental)

- Digital download — remix[2]

1. "Wiggle" (TWRK remix) – 3:52